# Douwe de Vries
Douwe de Vries (Hallum, 14 juni 1982) is een Nederlandse voormalige marathon- en langebaanschaatser die uitkwam namens marathonploeg SOS Kinderdorpen en tussen 2012 en 2020 ook bij de langebaanploegen TVM en Team LottoNL-Jumbo van Jac Orie, dat later Team Jumbo-Visma kwam te heten.

## Biografie
De Vries debuteerde in 2003 in het marathonschaatsen. In 2007 won De Vries de Willem Poelstra Trofee, een onderscheiding voor het grootste talent uit het marathonpeloton. De prijs is vernoemd naar zijn neef Willem Poelstra
In het seizoen 2011/2012 wist hij zich te plaatsen voor de wereldbeker (5000 meter) door als vijfde op deze afstand te eindigen tijdens het NK afstanden 2012. Op de afsluitende 10.000 meter plaatste De Vries zich ook voor de wereldbeker op die afstand. Door deze prestaties maakte De Vries een enorme sprong op de Adelskalender, van plek 348 naar 102. Op 6 maart 2013 reed hij in Calgary het Nederlands record op de 3000 meter van Carl Verheijen uit november 2005 uit de boeken: 3.39,46.
Op 1 februari 2015 wist hij zich over een mini-klassement van 5000-1500m in Hamar ten koste van onder meer ploeggenoot Olde Heuvel te plaatsen voor het WK Allround in Calgary. Een week na het WK Allround deed De Vries een aanval op het werelduurrecord van Casper Helling van 15 maart 2007 toen die in Salt Lake City in een uur 41.969 meter en 10 centimeter reed en hij het bracht naar 42,252,00 meter. Tijdens de kwalificatiewedstrijden op 2 en 3 november 2018 pakte hij als 36-jarige een wereldbekerticket op zowel de 1500 als 5000 meter. Daarnaast werd op 27 januari 2019 Nederlands kampioen allround en bij de WK afstanden in Inzell voor de 4de keer wereldkampioen samen met Kramer en Marcel Bosker.
Op 5 maart 2020 maakte De Vries bekend te zijn gestopt als professioneel schaatser.
In februari 2019 werd De Vries gekozen in atletencommissie van de internationale schaatsbond ISU; in april van dat jaar werd hij voorzitter van die commissie. In april 2020 werd De Vries benoemd tot voorzitter van de Atletenvereniging van de KNSB. Daarnaast is hij ook directeur van de Sven Kramer Academy.

## Persoonlijk
De Vries trouwde in mei 2014 met oud-marathonschaatsster Yanna van Tol en zij hebben samen een zoon. Hij is woonachtig te Heerenveen.

## Records

### Persoonlijke records[13]
| Afstand      | Tijd     | Datum            | Baan       |
| ------------ | -------- | ---------------- | ---------- |
| 500 meter    | 36,46    | 2 maart 2019     | Calgary    |
| 1000 meter   | 1.10,45  | 28 februari 2015 | Calgary    |
| 1500 meter   | 1.43,63  | 7 februari 2020  | Calgary    |
| 3000 meter   | 3.39,46  | 6 maart 2013     | Calgary    |
| 5000 meter   | *6.08,46 | 8 februari 2020  | Calgary    |
| 10.000 meter | 12.55,10 | 27 januari 2019  | Heerenveen |

* tijd gereden in kwartetstart

### Wereldrecords
| Nr. | Afstand         | Afstand      | Datum            | Baan           |
| --- | --------------- | ------------ | ---------------- | -------------- |
| 1.  | Werelduurrecord | 42.252,00 m* | 13 maart 2015    | Calgary        |
| 2.  | Achtervolging   | **3.34,68    | 15 februari 2020 | Salt Lake City |

| *  | = officieus wereldrecord               |
| ** | samen met Marcel Bosker en Sven Kramer |

## Resultaten
| Jaar | NK Afstanden                               | NK Allround           | EK Allround           | WK Allround           | WK Afstanden                   | WB Schaatsen                          |
| ---- | ------------------------------------------ | --------------------- | --------------------- | --------------------- | ------------------------------ | ------------------------------------- |
| 2012 | 5e 5000 m 4e 10.000 m                      |                       |                       |                       |                                | 8e 5/10km                             |
| 2013 | 7e 5000 m 8e 10.000 m                      | 12e (14e, 6e, 12e, -) |                       |                       |                                |                                       |
| 2014 | 11e 1500 m 6e 5000 m 6e 10.000 m           | Dq (9e, Dq, 7e, -)    | 7e · (20e, , 10e, 7e) |                       |                                | 40e 1500m · 6e 5/10km · Achtervolging |
| 2015 | 9e 1500m 4e 5000m 7e 10.000m               | 5e (11e, 4e, 6e, 4e)  |                       | 6e (20e, 7e, 14e, 6e) | 5000 m · Achtervolging         | 33e 1500m · 7e 5/10km · Achtervolging |
| 2016 | 10e 1500m · 5000m · 7e 10.000m             | · (7e, , )            | NS3 (19e, 13e, NS, -) |                       | 9e 5000m · Achtervolging       | 40e 1500m · 7e 5/10km · Achtervolging |
| 2017 | 11e 1500m · 5000m                          |                       | 5e (16e, 6e, 11e, 4e) |                       | 4e 5000m · Achtervolging       | 22e 1500m 6e 5/10km                   |
| 2018 | 7e 5000m 8e 10.000m                        |                       |                       |                       |                                |                                       |
| 2019 | 5e 1500m · 4e 5000m · 10.000m · massastart | · (8e, , )            | 7e · (11e, 7e, 8e, )  | 4e (10e, 4e, 5e, 5e)  | 14e massastart · Achtervolging |                                       |
| 2020 | 8e 1500m 5e 5000m                          | · (9e, , )            |                       |                       | Achtervolging                  |                                       |

Dq = Gediskwalificeerd

### Wereldbekerwedstrijden[14]
| Seizoen   | 1500m                 | 5/10km                      | Achtervolging |
| --------- | --------------------- | --------------------------- | ------------- |
| 2011/2012 |                       | 10e, 9e, 5e*, -, 4e*, 6e    |               |
| 2012/2013 |                       |                             |               |
| 2013/2014 | -, -, 5e(b), -, -     | -, 2e(b), 1e(b), 5e, 4e, 5e | -, -, ,       |
| 2014/2015 | -, -, -, -, 2e(b), -  | 7e, 6e*, , 10e, , 8e        | ,             |
| 2015/2016 | -, -, -, -, 6e(b)     | 6e, -*, 4e, 6e, 7e          | Dnf, , -,     |
| 2016/2017 | 2e(b), 14e, -, -, 18e | 6e, , -, 5e*, 4e            | , , -,        |

- = geen deelname
(b) = B-divisie
* = 10.000 meter

### Medaillespiegel
| Kampioenschap             | Goud · | Zilver · | Brons · |
| ------------------------- | ------ | -------- | ------- |
| NK Afstanden              | 1      | 0        | 3       |
| NK Allround klassement    | 1      | 1        | 0       |
| NK Allround afstanden     | 3      | 1        | 2       |
| EK Allround klassement    | 0      | 0        | 0       |
| EK Allround afstanden     | 0      | 1        | 1       |
| WK Allround klassement    | 0      | 0        | 0       |
| WK Allround afstanden     | 0      | 0        | 0       |
| Wereldbeker 1500m         | 0      | 0        | 0       |
| Wereldbeker 5000m         | 0      | 1        | 2       |
| Wereldbeker 10.000m       | 0      | 0        | 0       |
| Wereldbeker Achtervolging | 7      | 2        | 1       |
| Wereldbeker klassement    | 2      | 1        | 0       |
| WK Afstanden              | 5      | 0        | 1       |